# Gianfranco Casarsa
Gianfranco Casarsa (Udine, 28 marzo 1953) è un ex calciatore italiano, di ruolo attaccante.

## Caratteristiche tecniche
Era un centravanti che partecipava alla manovra offensiva, fisicamente potente e dotato di buona tecnica. Aveva la particolarità, all'epoca singolare e unica, di calciare i rigori da fermo.

## Carriera

Casarsa in azione al Perugia nella stagione 1979-1980

Dopo i primi calci al pallone nell'oratorio, Casarsa fece diversi provini per squadre di Serie A e B, prima di approdare nella SPAL allenata da Paolo Mazza. In maglia biancazzurra esordì in Serie C a 18 anni nel campionato 1970-1971, per poi venir ceduto in comproprietà l'anno successivo in Serie D al Bellaria.
A fine stagione, non trovando l'accordo per il riscatto, SPAL e Bellaria convennero di cederlo a una squadra di categoria superiore e, nel 1972 il giovane attaccante friulano venne acquistato dal Bari, con cui disputò due campionati di Serie B.
Dopo che i pugliesi retrocedettero in Serie C, nella stagione 1974-1975 passò alla Fiorentina ed esordì con la maglia azzurra nella rappresentativa Under-23. In viola si impose subito come titolare fin dalla prima stagione, nella quale con 7 reti all'attivo risultò il capocannoniere dei toscani in campionato, e contribuì al successo nella Coppa Italia 1974-1975 con una rete a testa al Napoli nel girone semifinale e al Milan in finale.
Curioso l'episodio che lo vide protagonista dell'eliminazione d'ufficio della Fiorentina al primo turno della Coppa UEFA 1977-1978. Fu infatti schierato in campo nella sfida interna di andata contro i tedeschi d'Occidente dello Schalke 04, conclusasi sullo 0-0, ma dopo l'incontro emerse che non poteva essere inserito nella distinta di gara per via di una vecchia squalifica non ancora scontata: i toscani ebbero pertanto partita persa a tavolino per 0-3. Al ritorno a Gelsenkirchen i padroni di casa si imposero comunque 2-1.
Passato al Perugia nell'estate del 1978, con la squadra umbra disputò tre stagioni, contribuendo nel campionato 1978-1979 allo storico secondo posto dietro al Milan e al record d'imbattibilità. Nell'annata seguente fu inizialmente coinvolto nel scandalo calcioscommesse, a seguito del quale il 23 marzo 1980 fu arrestato, ma venne poi assolto al processo sportivo (oltre che prosciolto, come tutti gli altri imputati, a livello penale).
Nell'estate del 1980 ebbe un grave infortunio a un ginocchio, mai completamente assorbito, che lo costrinse al ritiro al termine del campionato di Serie C2 1983-1984 disputato con la Massese. In precedenza aveva disputato, con sole 8 presenze in campionato, la stagione 1981-1982 in massima serie con la maglia dell'Udinese, squadra in cui aveva trovato un suo perfetto omonimo: si chiamava infatti Gianfranco Casarsa anche l'allora massaggiatore dei friulani.
In carriera ha totalizzato complessivamente 166 presenze e 25 reti in Serie A, e 63 presenze e 10 reti in Serie B.

## Palmarès

### Club

#### Competizioni nazionali
- Coppa Italia: 1

Fiorentina: 1974-1975

#### Competizioni internazionali
- Coppa di Lega Italo-Inglese: 1

Fiorentina: 1975